# Alfred Zucker

Alfred Zucker

Alfred J. R. E. Zucker (* 23. Januar 1852 in Freiburg in Schlesien; † 2. August 1913 in Buenos Aires, Argentinien) war ein deutscher, US-amerikanischer und argentinischer Architekt.

## Leben
Alfred Zucker studierte am Polytechnikum Aachen sowie an der Polytechnischen Schule Hannover und beendete sein Studium 1873 an der Berliner Bauakademie. Anschließend arbeitete er für die Preußischen Staatseisenbahnen in Hannover, bis er 1872 in die USA auswanderte. Dort arbeitete er von 1873 bis 1876 im Office of the Supervising Architect, einer Abteilung des US-Finanzministeriums unter Alfred B. Mullett und W. A. Potter in Washington, D.C. Anschließend arbeitete er von 1876 bis 1882 für die Vicksburg und die Meridian Railroad, bevor er ab 1883 in New York City als Architekt anfing, wo er, nachdem er 1888 die Ausschreibung des Progress Club, einem renommierten deutsch-jüdischen Club, gewann, das Majestic Hotel am Central Park West entwarf.
Obwohl Zucker anschließend auch weitere Gebäude am Lower Broadway entwarf, sank sein Einkommen, weswegen er 1902 eine Partnerschaft mit dem US-amerikanischen Architekten James Riely Gordon einging. Allerdings musste Zucker bereits 1904 fluchtartig das Land Richtung Montevideo, Uruguay, verlassen, um einer Anzeige Gordons wegen Betrugs in Höhe von 100.000 US-Dollar und Falschdarstellung zu entgehen. Anschließend ließ er sich in Buenos Aires nieder, wo er bis zu seinem Tod 1913 als Architekt arbeitete.
Alfred Zucker heiratete am 14. Februar 1881 in Lauderdale, Mississippi, Jennie Nace Brooke.